# NY Близнецов
NY Близнецов (лат. NY Geminorum), HD 47396 — двойная звезда в созвездии Близнецов на расстоянии (вычисленном из значения параллакса) приблизительно 9 386 световых лет (около 2 878 парсек) от Солнца. Видимая звёздная величина звезды — от менее +15,5m до +12,5m.

## Характеристики
Первый компонент — красный гигант, углеродная пульсирующая полуправильная переменная звезда* типа SRB (SRB) спектрального класса C4-5,4(N), или C3,1, или C(R). Масса — около 3,006 солнечных, радиус — около 414,81 солнечных, светимость — около 4140,986 солнечных. Эффективная температура — около 3309 К.
Второй компонент — красный карлик спектрального класса M. Масса — около 236,13 юпитерианских (0,2254 солнечной). Удалён в среднем на 2,158 а.е..